# Sender Liblice
Der Sender Liblice ist eine inaktive Sendeanlage für Mittelwellenrundfunk in der Ortschaft Liblice, einem Ortsteil von Český Brod etwa 30 Kilometer östlich von Prag. Bei den beiden 355 Meter hohen abgespannten Stahlfachwerkmasten handelt es sich um die höchsten Bauwerke Tschechiens und die höchsten Sendemasten für Mittelwellenrundfunk weltweit.

## RKS Liblice 2
Der Mittelwellensender wird intern als RKS Liblice 2 oder RKS Liblice B bezeichnet.

### Erste Anlage

#### Geschichte
Die Sendeanlage RKS Liblice 2 ging am 31. Dezember 1931 in Betrieb und verwendete ursprünglich einen 280,4 Meter hohen Blaw-Knox-Sendeturm, welcher 1936 um ein zweites baugleiches Modell ergänzt wurde.
Den Zweiten Weltkrieg überstanden beide Türme unbeschädigt, obwohl sie am 8. Mai 1945 Angriffen deutscher Truppen ausgesetzt waren.
Im Zuge des Kopenhagener Wellenplans wurde die Frequenz 1950 von 617 auf 638 kHz geändert.

### Zweite Anlage

#### Geschichte

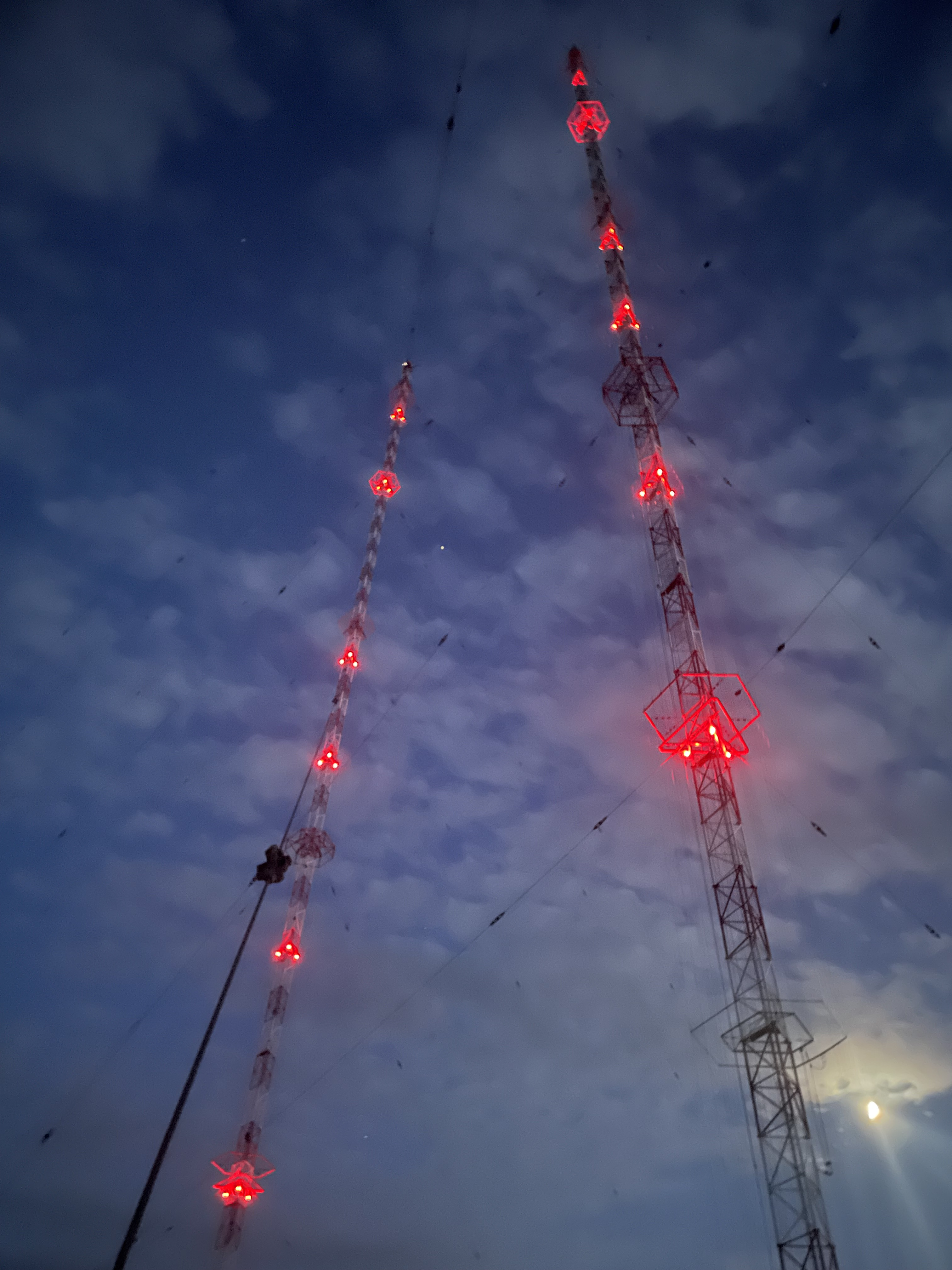
Sendemasten bei Nacht mit aktiver Flugsicherheitsbeleuchtung

Die beiden Türme von 1931 bzw. 1936 wurden am 17. Oktober 1972 gesprengt und zwischen 1975 und 1976 durch die heutigen 355 Meter hohen Sendemasten ersetzt.
Seit 1976 wurden zwei Sender vom Typ Tesla SRV750 mit 750 kW Ausgangsleistung verwendet, welche zu 1500 kW zusammengeschaltet wurden. Ab dem 1. März 2012 wurde aus Kostengründen einer der beiden Sender außer Betrieb genommen und die Sendeleistung somit auf 750 kW beschränkt.
Am 23. November 1978 wurde im Zuge des Genfer Wellenplans die Frequenz von 638 auf 639 kHz geändert.
Am 31. Dezember 2021 beendete Český rozhlas seine Ausstrahlungen auf Mittelwelle, zuletzt wurde das Programm Dvojka in der Zeit zwischen 4 und 24 Uhr (an Wochenenden zwischen 5 und 24 Uhr) ausgestrahlt. Nachts blieb der Sender aus Kostengründen stets außer Betrieb. Wenige Tage nach der Abschaltung wurden die beiden Tesla SRV750 Röhrensender ausgebaut und verschrottet.

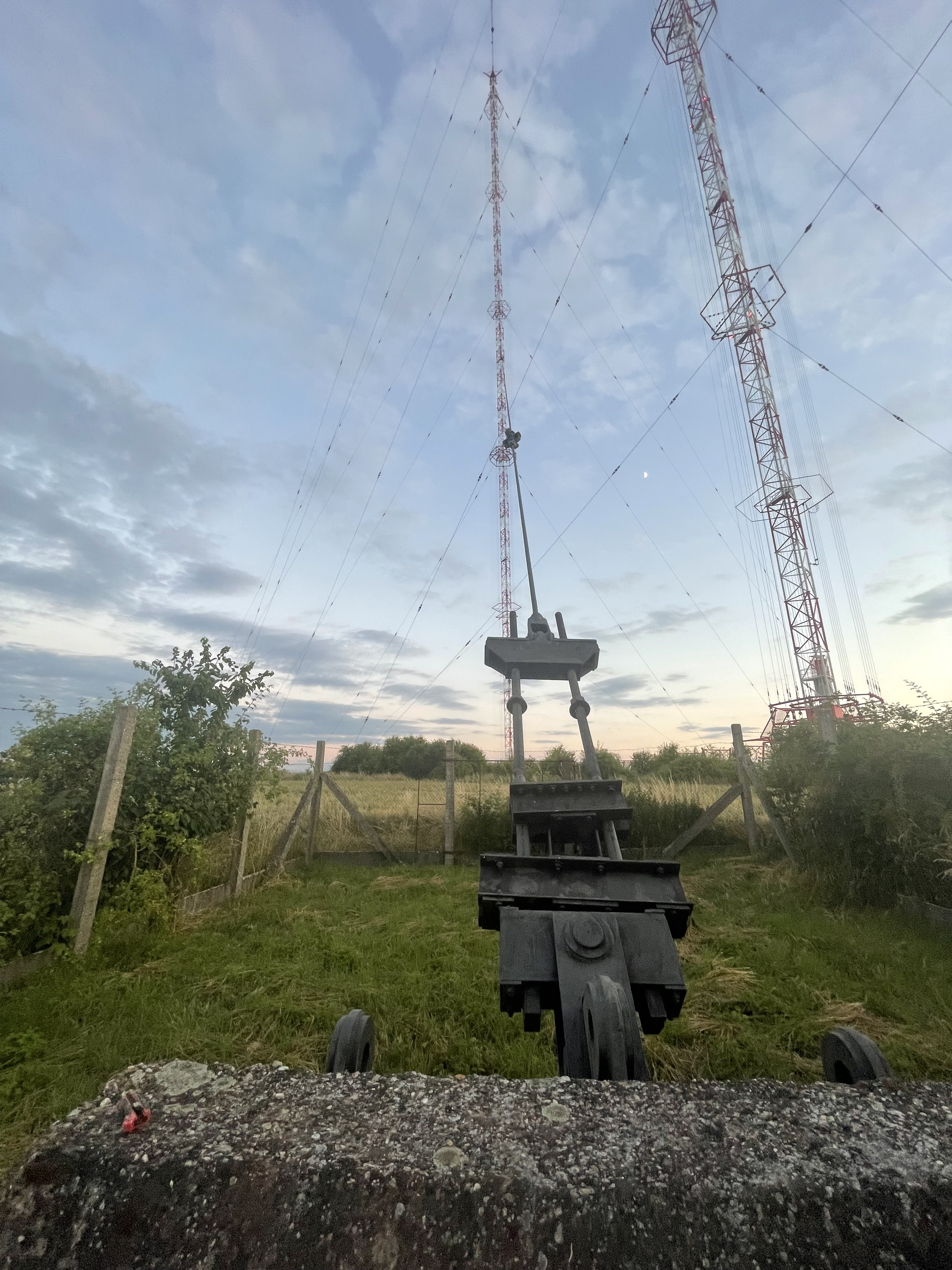
Eines der Abspannfundamente im Detail

Ende 2022 wurde die Sendeanlage nach einem entsprechenden Antrag des Senats als kritische Infrastruktur eingestuft, ein zuvor gestellter Abrissantrag des Betreibers České Radiokomunikace für die beiden Masten wurde entsprechend abgelehnt.
Im Mai 2023 wurde bekannt, dass der Mittelwellensender Zbraslav bei Prag abgerissen werden soll, um Platz für ein neues Rechenzentrum des Senderbetreibers České Radiokomunikace zu schaffen. Dem letzten verbliebenen Nutzer dieser Sendeanlage, Country Radio, wurde ein Angebot unterbreitet, mit seinen Ausstrahlungen zum Sender Liblice umzuziehen, welches dieser wahrnahm. Es wurde ein bis 2026 befristeter Ausstrahlungsvertrag geschlossen, da für eine weitere Nutzung über dieses Jahr hinaus ein Austausch der Pardunen beider Masten notwendig ist. Die České Radiokomunikace erwartet eine vollständige Finanzierung dieser Arbeiten vom tschechischen Staat, welcher den Sender als kritische Infrastruktur eingestuft hat, andernfalls soll ein Abriss der Masten erfolgen.
Im August 2023 erfolgte die Installation eines 20 kW starken transistorisierten Mittelwellensenders, bei welchem es sich um ein gebrauchtes, in Deutschland zum Schrottwert erworbenes Exemplar handeln soll.
Am 27. September 2023 begann die Ausstrahlung von Country Radio auf der Frequenz 639 kHz mit 20 kW Leistung. Mit der nun im Gegensatz zu früher stark reduzierten Leistung gestaltet sich der Empfang im westlichen Teil Deutschlands schwierig, da bedingt durch die Bauart der Antenne die Raumwelle stark unterdrückt und die Frequenz ebenfalls von starken Stationen in Spanien belegt ist.
Am 11. März 2025 gab die tschechische Medienbehörde bekannt, dass Country Radio seine Lizenz zur Ausstrahlung über die Frequenz 639 kHz zum 31. März 2025 zurückgibt und seine Ausstrahlungen über den Sender Liblice zu diesem Zeitpunkt wieder beendet. Damit endet die Ausstrahlung ein Jahr vor dem regulären Ablauf des Ausstrahlungsvertrags. Die Ausstrahlung wurde am Vormittag des 31. März 2025 planmäßig beendet.

#### Konstruktion

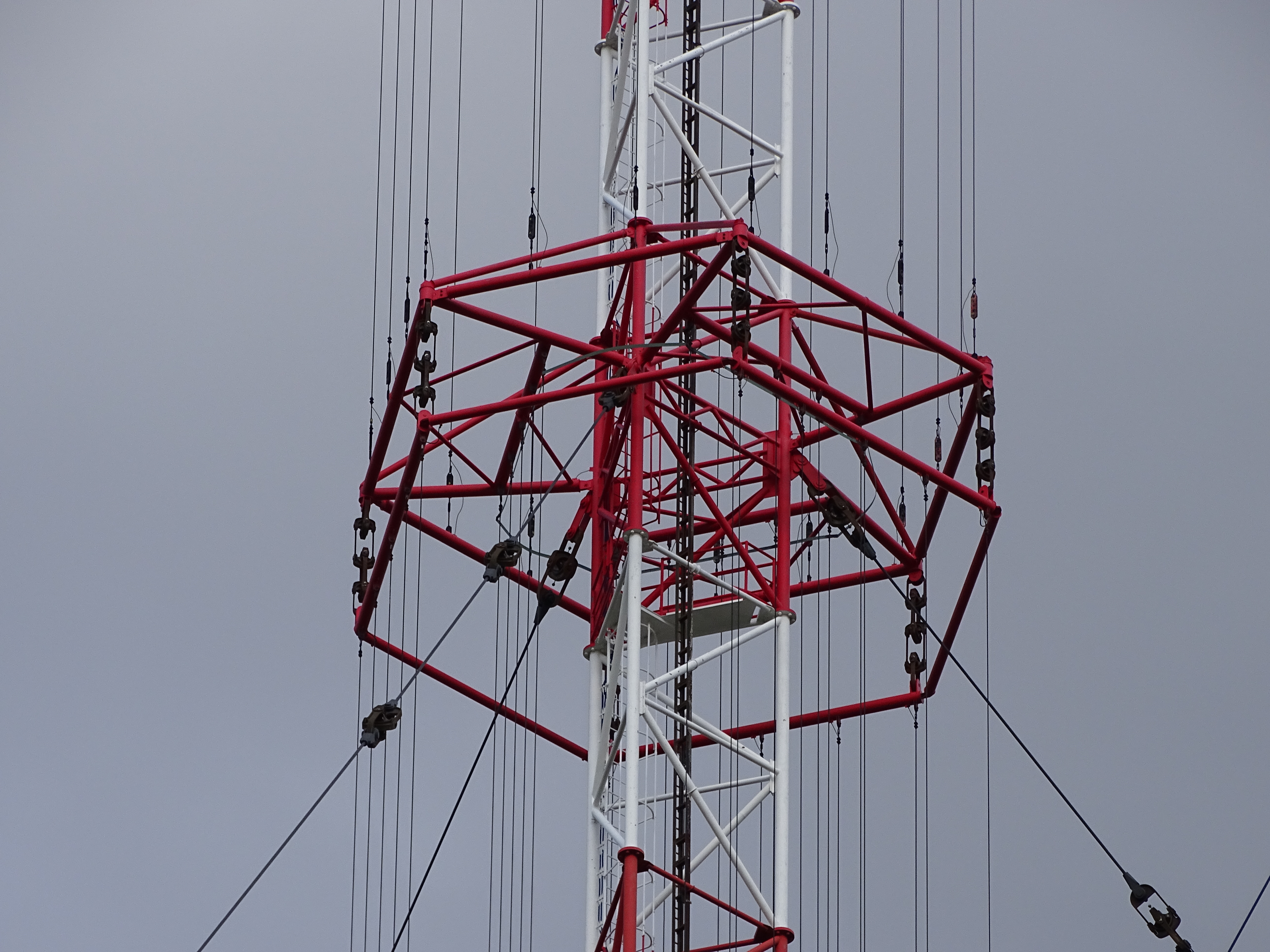
Strahlerdrähte der ARPO-Antenne im Detail

An den beiden Sendemasten sind jeweils Vertikalreusen montiert (sogenannte „ARPO-Antenne“). Diese Bauart ist darauf ausgelegt, einen sehr flachen Abstrahlwinkel aufzuweisen und somit den Nahschwund zu minimieren, welcher durch Reflexion der Raumwelle in der Ionosphäre bei Dunkelheit entsteht. Durch diese Abstrahlcharakteristik wird der Raumwellenanteil im Vergleich zur Bodenwelle unterdrückt, wodurch die Reichweite bei eintretender Raumwelle (in der Regel nachts) im Vergleich zu Antennen gewöhnlicher Bauart leidet.

## RKS Liblice 1

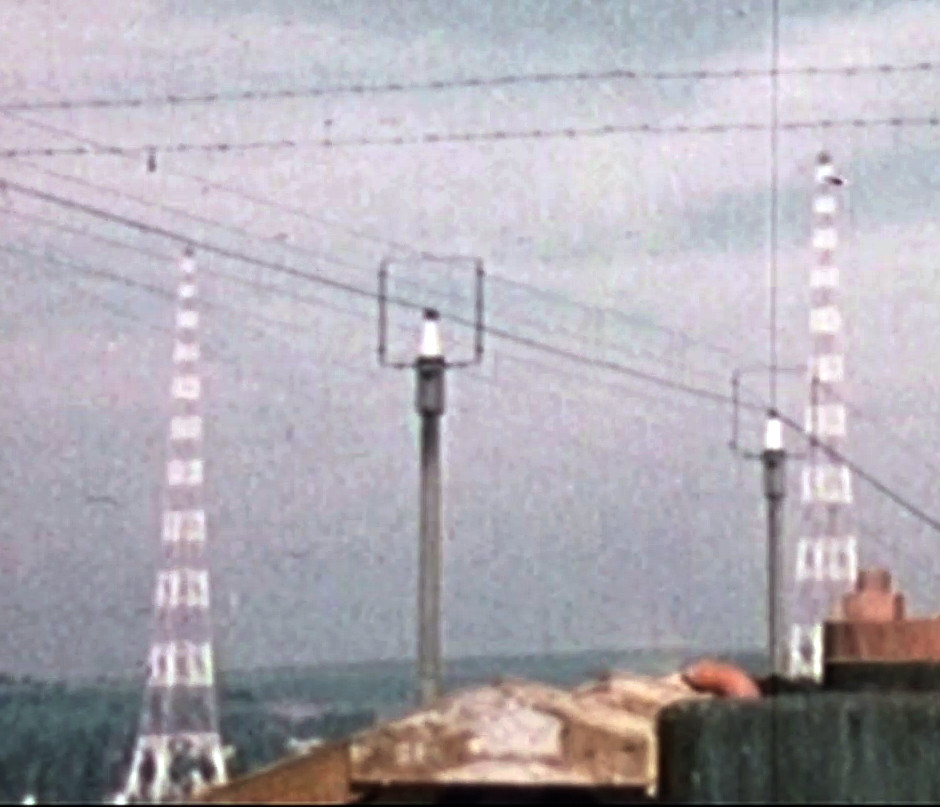
RKS Liblice 1

Bis 2004 existierte in unmittelbarer Nähe eine zweite Sendeanlage, welche bis 1995 dem Zeitzeichensender OMA im Langwellenbereich auf 50 kHz diente und intern als RKS Liblice 1 oder RKS Liblice A bezeichnet wurde. Als Sendeantenne wurde eine T-Antenne verwendet, welche zwischen zwei 1931 errichteten, 150 Meter hohen freistehenden Stahlfachwerktürmen gespannt war. Die ausgedienten Türme wurden am 11. August 2004 gesprengt.